# Benoxaprofene
Il benoxaprofene (chiamato anche composto LRCL 3794) è un antinfiammatorio non steroideo dotato di attività antinfiammatoria, analgesica e antipiretica. appartenente alla classe dell'acido arilalcanoico Il farmaco sembra avere la capacità di modulare la fagocitosi e la secrezione di enzimi lisosomiali da parte dei neutrofili polimorfonucleati.

## Farmacocinetica
Assorbito velocemente dopo somministrazione orale, presenta un'emivita plasmatica di 30-35 ore. Quando il farmaco è somministrato a stomaco pieno l'assorbimento viene a essere ritardato, ma la quantità totale di farmaco assorbita resta invariata.

Il legame con le proteine plasmatiche è del 99%.

Il benoxaprofene viene degradato da parte di enzimi epatici attraverso un processo di glucuronidazione: l'eliminazione biliare rappresenta la principale via di eliminazione.
Circa il 15% di una dose viene escreto nelle urine entro 24 ore, principalmente come glucuronide e in forma immodificata.
 
In cinque giorni circa il 60% di una dose è escreta nelle urine e il 40% è eliminato con le feci.

## Usi clinici
Il farmaco è stato impiegato nel trattamento della artrite reumatoide, osteoartrite, artropatie e osteoartrosi, spondilite anchilosante.

## Effetti collaterali e indesiderati
A causa dei gravi effetti collaterali (in non pochi casi mortali) il farmaco è stato ritirato dal commercio.

Gli effetti collaterali spaziavano dalla sindrome di Stevens-Johnson alla onicolisi, alla perdita di sangue dal tratto gastrointestinale talvolta con perforazione peptica, alla trombocitopenia, alla epatotossicità e colestasi, all'insufficienza renale.